# Carbonio-9
Il carbonio-9 o 9C è un isotopo radioattivo del carbonio avente 6 protoni e 3 neutroni.
Non è presente in natura e viene prodotto negli acceleratori.

## Decadimento
La tendenza dell'atomo è di trasformare un protone in un neutrone, emettendo un positrone. L'atomo derivante, il boro-9, non è stabile e decade, con l'emissione di un protone, in berillio-8 che a sua volta si scinde in due atomi di elio-4:
8C → e+ + 9B → p + 8Be → 24He
8C → p + e+ + 24He (reazione complessiva)
In alcuni casi (per il 40%) questo decadimento è accompagnato dalla emissione di altri protoni per stabilizzare il nucleo. In particolare, nel 27% dei casi viene emesso direttamente un altro protone, senza la produzione del boro.
Tuttavia il berillio-8 risultante non è stabile e si scinde in due atomi di elio-4:
8C → e+ + p + 8Be → 24He
8C → p + e+ + 24He
Nel restante 17% dei casi, oltre al protone in più viene anche emessa una particella alfa o nucleo di elio. L'atomo risultate, il litio-5, non è stabile e decade in elio-4 con l'emissione di un protone:
8C → e+ + α + 5Li → 4He + p
8C → e+ + α + 4He + p (reazione complessiva)
| Emivita             | 126,5 ms                                                                                 |
| Tempo di vita       | 182,5 ms                                                                                 |
| Attività specifica  | 3,654×1011 TBq/g                                                                         |
| Modo di decadimento | β+ (positrone) β+ p (Positrone e protone ritardato) β+ α (Positrone ed elione ritardato) |
| Decadimento β+      |                                                                                          |
| Energia             | 15,47261 MeV                                                                             |
| Percentuale         | 60%                                                                                      |
| Nuclide figlio      | 9B                                                                                       |
| Decadimento β+ p    |                                                                                          |
| Percentuale         | 23%                                                                                      |
| Nuclide figlio      | 8Be                                                                                      |
| Decadimento β+ α    |                                                                                          |
| Percentuale         | 17%                                                                                      |
| Nuclide figlio      | 5Li                                                                                      |

## Utilizzi
La breve emivita di questo isotopo del carbonio non ne permette nessun utilizzo pratico.

## Isotopi vicini
Le caselle colorate corrispondono ad isotopi stabili.
|     |     |     | 12O | 13O | 14O  | 15O  | 16O  |
|     |     | 10N | 11N | 12N | 13N  | 14N  | 15N  |
|     | 8C  | 9C  | 10C | 11C | 12C  | 13C  | 14C  |
| 6B  | 7B  | 8B  | 9B  | 10B | 11B  | 12B  | 13B  |
| 5Be | 6Be | 7Be | 8Be | 9Be | 10Be | 11Be | 12Be |